# Max Delbrück
Max Delbrück (n. 4 septembrie 1906, Berlin, Imperiul German – d. 9 martie 1981, Pasadena, California, SUA) a fost un biofizician și genetician german american, considerat unul dintre fondatorii biologiei moleculare. Este laureat, împreună cu Alfred Hershey și Salvador Luria, al Premiului Nobel pentru Fiziologie sau Medicină (1969), „pentru descoperirile lor privitoare la mecanismul replicării și structura genetică a virusurilor”.

## Biografie
Max Delbrück s-a născut în 4 septembrie 1906 la Berlin, într-o familie de intelectuali. Tatăl, istoricul Hans Delbrück, era profesor la Universitatea din Berlin; mama, Carolina (Lina) Thiersch, era nepoata chimistului Justus von Liebig. Max era mezinul dintre cei șapte copii ai lor. Locuiau în suburbia Grünewald a Berlinului, care găzduia și alte familii de intelectuali cu mulți copii. Vecinii mai apropiați erau Adolf von Harnack, teolog protestant, încuscrit cu Carolina, și Karl Bonhoeffer, profesor de psihiatrie și neurologie la Friedrich-Wilhelms-Universität Berlin; fiul său, Klaus Bonhoeffer, căsătorit cu una dintre surorile lui Max și activ în rezistența germană, va fi executat de Reichssicherheitshauptamt în 1944. În același cartier locuiau fizicianul Max Planck și matematicianul Hermann Amandus Schwarz.
Amintirile sale din timpul Primului Război Mondial includ lipsurile materiale (foamea și frigul) și obligația nu numai de a fi înscris în organizația de cercetași ci și de a o iubi și de a participa în fiecare duminică, între orele 8 și 13, pe orice fel de vreme – frumoasă, ploaie sau ninsoare – la marșuri, jocuri marțiale și tot felul de lupte. În anii liceului și-a descoperit interesul pentru matematică și astronomie.
În anul 1924 s-a înscris la Universitatea din Tübingen, cu intenția de a studia astronomie, dar în anii următori a schimbat de câteva ori universitatea, trecând prin Berlin, Bonn și în cele din urmă Göttingen. Contactul cu fizicieni ca Jordan, Wigner și Heitler l-a determinat să renunțe la intenția inițială de a scrie o teză de astrofizică (structura stelelor nova); a obținut în 1930 titlul de doctor cu o teză de fizică teoretică (despre molecula de litiu).
Anii 1929–1932 i-a petrecut ca postdoc la Universitatea din Bristol (la recomandarea lui Max Born), apoi la Universitatea din Copenhaga și ETH Zürich (cu o bursă Rockefeller). La Copenhaga l-a cunoscut pe George Gamow, cu care a colaborat la o lucrare de fizică nucleară. Ideile lui Niels Bohr privitoare la complementaritate în mecanica cuantică și aplicabilitatea ei în alte domenii ale cunoașterii, în particular în relația dintre fizică și biologie, i-au îndreptat interesul către biologie.
La sfârșitul anului 1932 Delbrück avea de ales între două posturi de asistent: la Kaiser-Wilhelm-Institut für Chemie (Berlin), consultant în probleme de fizică teoretică pentru Lise Meitner; sau la ETH, ca asistent al lui Wolfgang Pauli. A optat pentru Berlin, din cauza vecinătății cu Kaiser-Wilhelm-Institut für Biologie. A explicat rezultatul neașteptat măsurat de un doctorand al lui Meitner într-un experiment de împrăștiere a radiației gama dure pe nuclee de plumb, în cadrul teoriei relativiste a electronului recent formulată de Dirac, ca fenomen neliniar inexistent în cadrul electrodinamicii clasice; cu 20 de ani mai târziu un calcul exact a descris această „împrăștiere Delbrück”, în cadrul electrodinamicii cuantice, ca împrăștiere foton-foton. Împreună cu Karl Günther Zimmer și Nikolai Timofeev-Resowski de la Kaiser-Wilhelm-Institut für Hirnforschung a publicat o lucrare despre natura mutațiilor și a structurii genelor.
În 1937 devenise clar că, în condițiile politizării crescânde a mediului academic, Delbrück nu putea spera la o carieră în Germania. O a doua bursă Rockefeller i-a permis să se transfere la Caltech, la diviziunea condusă de Thomas Hunt Morgan, unde s-a ocupat întâi de genetica speciei Drosophila; curând s-a asociat cercetărilor asupra bacteriofagilor inițiate de E.L. Ellis. În 1939 a acceptat un post didactic de fizică la Universitatea Vanderbilt, cu înțelegerea că jumătate din timp va fi dedicată cercetării de biologie. În anii 1940 a început colaborarea cu Salvador Luria și Alfred Hershey. Cei trei au creat în 1945 la Cold Spring Harbor Laboratory o rețea de cercetare cunoscută sub numele de The Phage Group (Grupul Bacteriofag), care a adus o contribuție decisivă la genetica bacterială și la originile biologiei moleculare.
În 1947 a revenit la Caltech, ca membru permanent al Diviziunii de Biologie, unde interesul său s-a îndreptat către genetica genului Phycomyces⁠(en)[traduceți], din regnul fungi. S-a întors în Germania în câteva rânduri, începând din 1947. În anii 1961–1963 a fost profesor invitat la Institutul de Genetică al Universității din Köln, la a cărui organizare avusese o contribuție importantă. În 1969 a participat la crearea unui Departament de Biologie la Universitatea din Konstanz.
Max Delbrück s-a căsătorit în 1941 cu Mary Bruce; au avut patru copii. S-a retras de la Caltech în 1977; în anul următor a fost diagnosticat cu cancer al măduvei spinării. A decedat la 9 martie 1981, la Pasadena.

## De la fizică la biologie

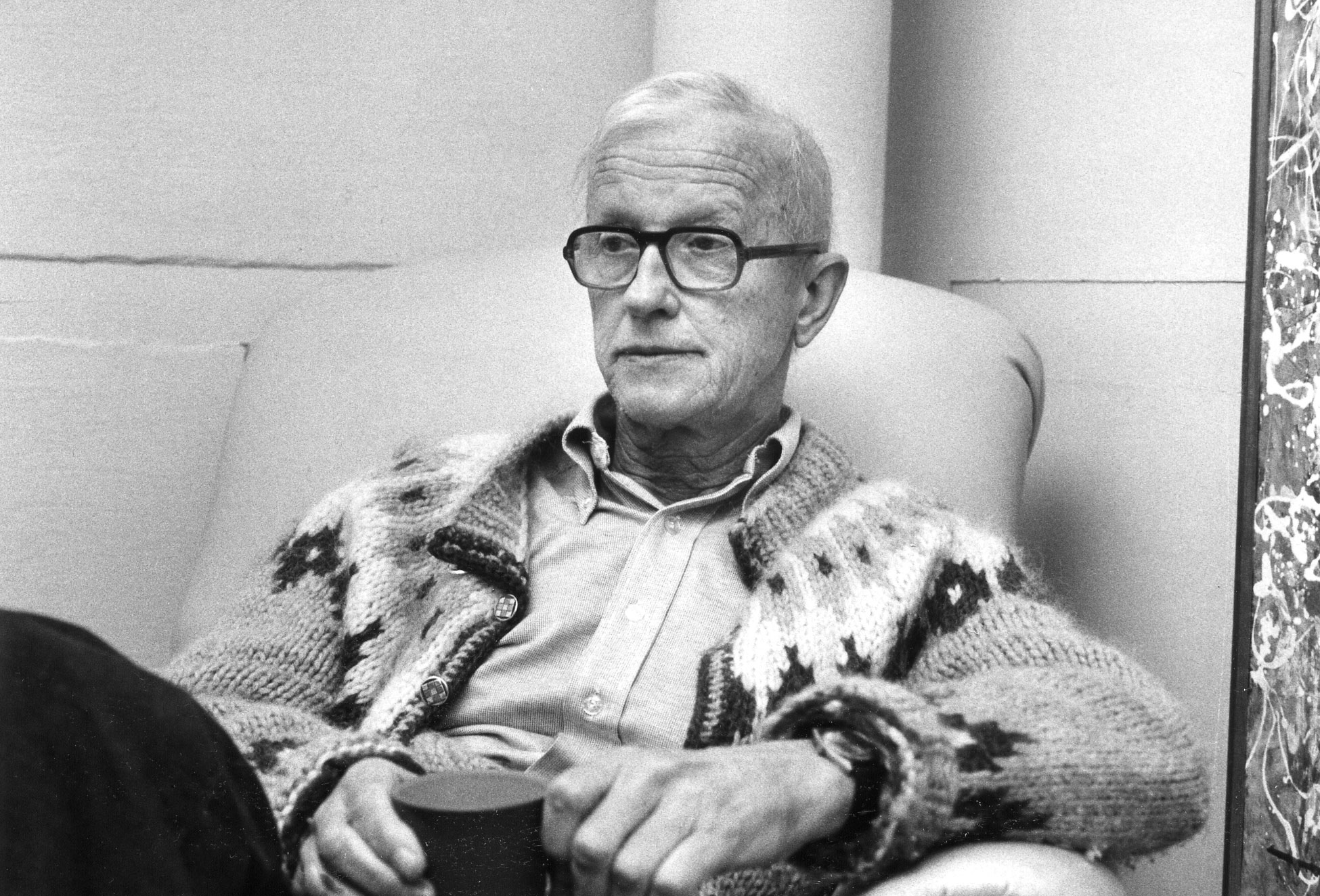
Max Delbrück în ultimii ani ai vieții

Interesul lui Delbrück s-a mutat de la fizică înspre biologie sub influența unei prelegeri a lui Bohr din 1932, cu titlul Licht und Leben (Lumină și viață), în care acesta sugera că viața ar implica un fenomen analog complementarității din fizica cuantică a luminii. Problema expusă prezenta mai multe aspecte:
- Predictibilitatea și analizabilitatea organismelor vii sunt limitate.
- Există legi fundamentale ale fizicii care se manifestă numai în sistemele vii?
- De ce fizica nu este suficientă pentru a explica viața?
- Sunt relevante structurile profunde ale fizicii, cum este mecanica cuantică, pentru biologie?[35]

Max Delbrück și-a prezentat propria abordare a biologiei în 1949, într-o conferință intitulată A Physicist Looks at Biology (Un fizician privește la biologie). Convingerea sa era că există o diferență fundamentală între fizică și biologie: pe când fizica are drept scop descoperirea legilor universale ale naturii, biologia nu poate aspira la un asemenea scop înalt, fiindcă fiecare celulă încorporează rezultatele unui miliard de ani de evoluție și reprezintă un eveniment istoric mai curând decât unul fizic. Relația dintre fizica clasică și fizica cuantică este o lecție pentru biologi: tot așa cum anumite proprietăți ale atomilor nu pot fi reduse la mecanica clasică, există proprietăți ale celulelor vii care nu pot fi reduse la fizica atomică. Biochimia nu poate duce la înțelegerea problemelor cu adevărat importante puse de biologie, spunea el. Cu toate că unele dintre ideile sale cu privire la biologia moleculară s-au dovedit a fi greșite, cercetările întreprinse de Delbrück, Luria și Hershey au jucat un rol central în trecerea de la genetica fenomenologică a lui Mendel la genetica moleculară a lui Crick și Watson.
Eseul Mind from Matter? An essay on Evolutionary Epistemology (Minte din materie? Un eseu despre epistemologia evoluționistă), publicat postum, este considerat testamentul filosofic al lui Max Delbrück. Abordarea „naiv realistă”, conform căreia există o lume reală în afara minții noastre iar simțurile noastre transmit informații fidele asupra ei, este utilă pentru a descrie anumite aspecte ale realității. Pe de altă parte, fizica cuantică ne constrânge să admitem că anumite aspecte ale percepției noastre despre lume pot fi greșite, iar neurofiziologia aduce dovezi independente în acest sens. Pornind de la aceste premise, investigația lui Delbrück asupra originii evoluționiste a minții ajunge la concluzia că noțiunea de lume reală independentă de mintea noastră este o iluzie pură.